# Podul medieval din Cănțălărești

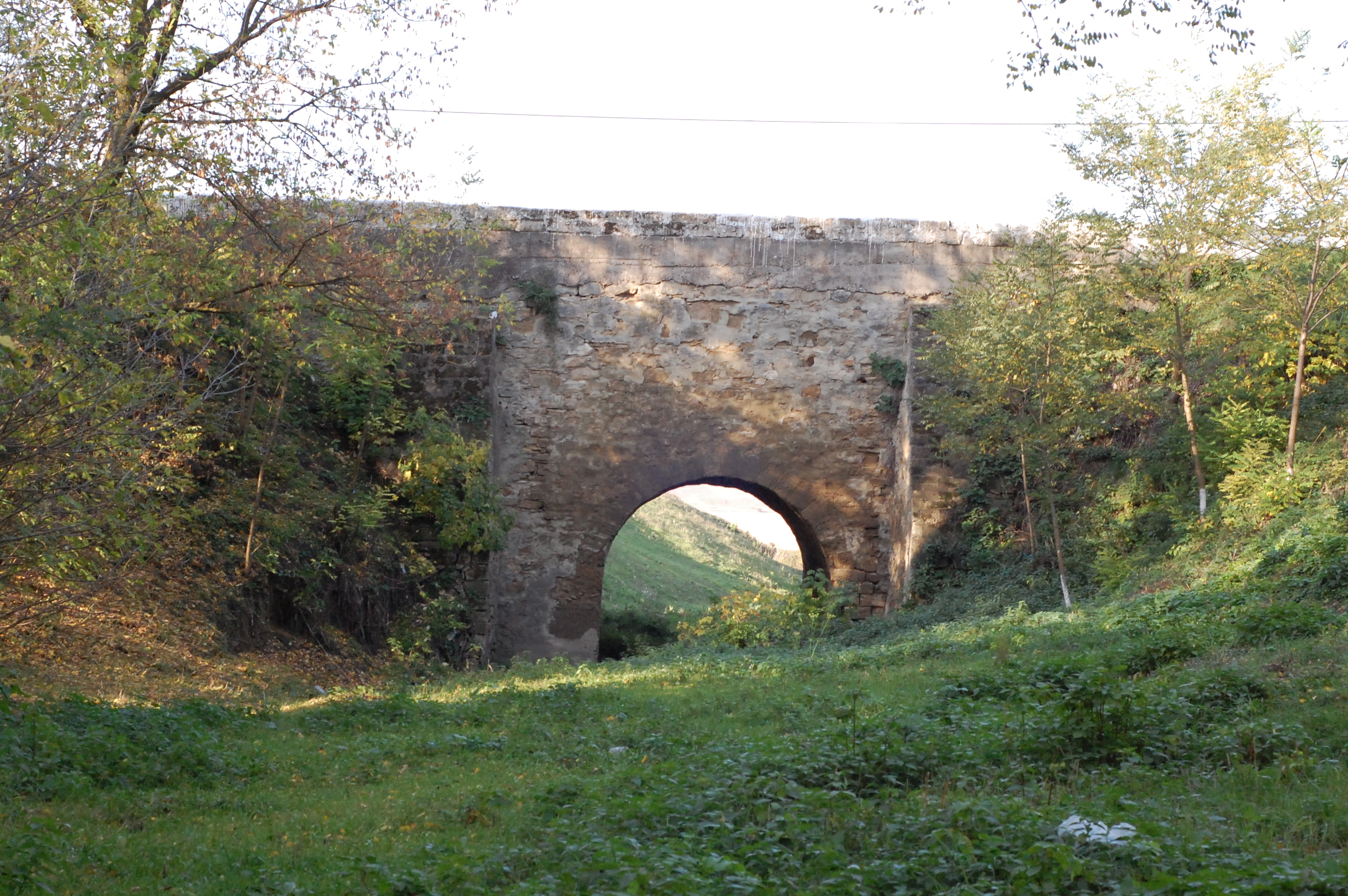
Podul medieval din Cănţălăreşti

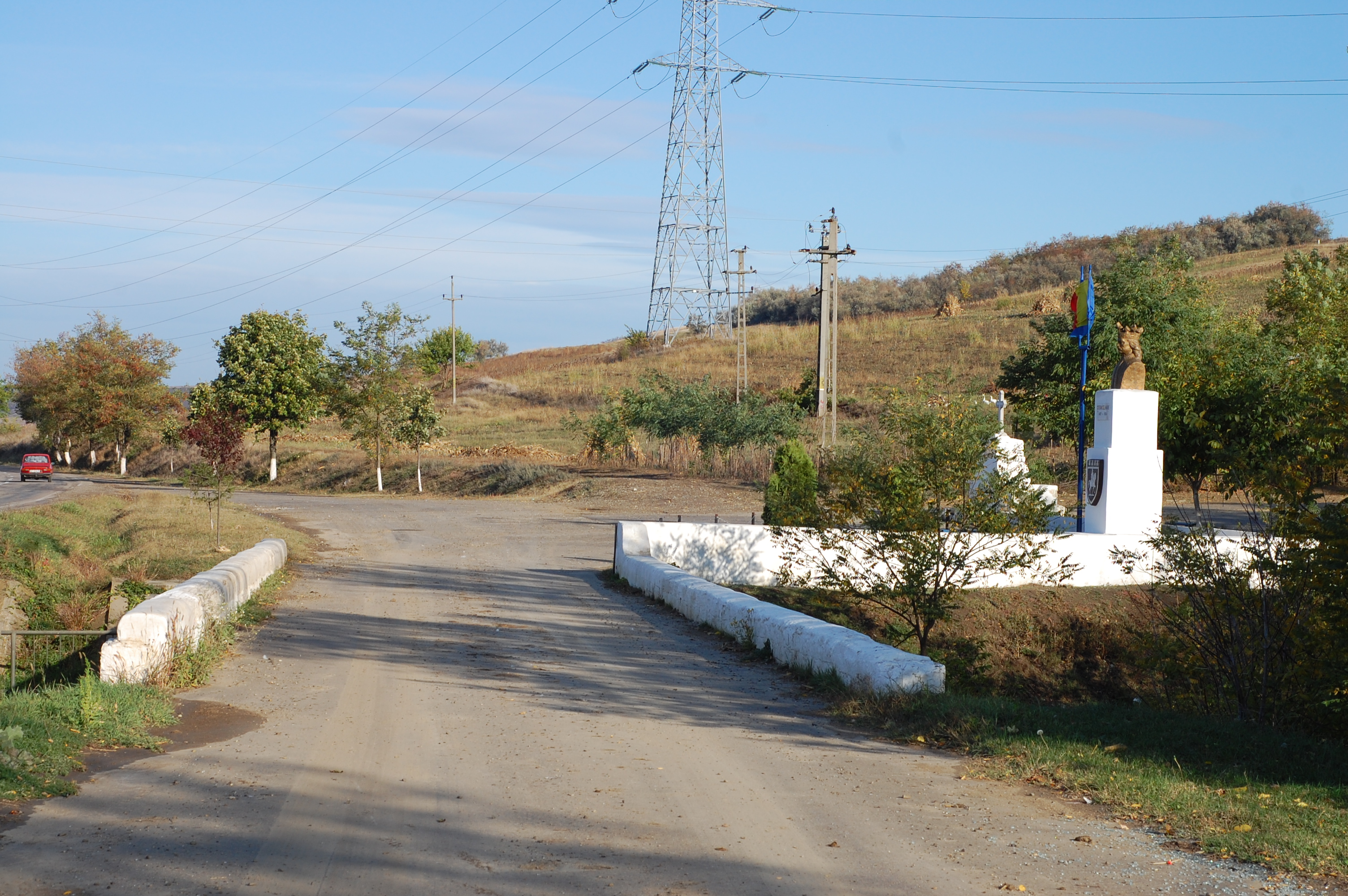
Podul medieval din Cănţălăreşti şi bustul lui Ştefan cel Mare

Podul medieval din Cănțălărești este un pod din zidărie de piatră construit în secolul al XVII-lea în satul Cănțălărești (comuna Ștefan cel Mare, județul Vaslui). Podul este situat la limita nordică a satului, pe DN15D. Satul nu exista la data construirii podului.
Podul de piatră din Cănțălărești a fost inclus pe Lista monumentelor istorice din anul 2015 din județul Vaslui la numărul 239, având codul de clasificare cod LMI VS-II-m-A-06772.

## Istoric
Podul medieval de la Cănțălărești a fost construit în anul 1636 de către hatmanul Gavril Coci, fratele domnitorului Vasile Lupu (1634-1653), după cum glăsuiește pisania amplasată pe timpanul podului vestic: "Acestu pod l-au făcut Gavriil Hatmanul cu cneghina lui Liliana, în zilele (domniei n.r) fratelui său, Ioan-Vasile Voievod la 7144 (1636)".
În descrierea călătoriei pe care a făcut-o în Moldova la jumătatea secolului al XVIII-lea, diaconul Paul de Alep (însoțitor al patriarhului Macariei al Antiohiei) precizează că în drumul spre Iași a trecut peste un pod de piatră, fără a preciza bine locul. Profesorul Ion Ionescu a identificat acest pod între Vaslui și Scânteia (județul Iași), el afirmând că ar fi fost construit în apropierea locului unde Ștefan cel Mare s-a luptat cu turcii în 1475, loc denumit "Podul Înalt".
Deoarece nu exista atunci un alt pod, el a susținut chiar și tancurile armatelor din cel de-al doilea război mondial. Lățimea mică a podului a făcut necesară construirea unui nou pod, deși cel vechi era încă funcțional.
În anul 1989, Antrepriza Constucții Montaj 2 Iași - Șantierul Iași a construit o variantă de drum cu un pod nou, la circa 8 m între axele celor două poduri. Noul pod are două benzi de circulație.
Podul medieval din Cănțălărești a intrat în conservare, fiind considerat monument de arhitectură medievală. Lângă pod a fost amplasat un bust al domnitorului Ștefan cel Mare.

## Arhitectura podului
Podul medieval din Cănțălărești este construit din gresie fasonată și are o singură deschidere, cu o săgeată de 4,1 m. Are o lățime mică, de numai 5,50 m.